# Javier Omar Martínez
Javier Omar Jaime Martínez (San Pedro Sula, 6 dicembre 1971) è un ex calciatore honduregno, di ruolo difensore.

## Carriera

### Club
Ha giocato fino al 1995 al Victoria. Nel 1996 è passato al Cobán Imperial. Nel 2001 è tornato al Victoria. Nel 2002 è stato acquistato dal Real España. Nel 2003 è passato al Marathón. Nel 2004 si è trasferito al Victoria. Nel 2005 ha firmato un contratto con il Motagua. Nel 2008 è stato acquistato dal Vida.

### Nazionale
Ha debuttato in Nazionale nel 1996. Ha partecipato, con la Nazionale, alla CONCACAF Gold Cup 2003. Ha collezionato in totale, con la maglia della Nazionale, 17 presenze e una rete.